# Зураб Ногаїделі
Зура́б Ногаїделі (груз. ზურაბ ნოღაიდელი, русифіковане — Зураб Теймуразович Ногаїделі, рос. Зураб Темурович Ногаидели; нар. 22 жовтня 1964, Кобулеті, Кобулетський повіт, Аджарська АРСР, Грузинська РСР, СРСР) — грузинський державний і політичний діяч, підприємець, депутат парламенту Грузії кількох скликань.
Двічі очолював Міністерство фінансів Грузії у 2000—2001 і 2005—2007 роках. Після раптової смерті Зураба Жванії замінив його на посаді Прем'єр-міністра Грузії у 2005—2007 роках. Засновник партії «Рух за справедливу Грузію».
Нагороджений орденом Перемоги імені Святого Георгія.

## Біографія
Зураб Ногаїделі народився 22 жовтня 1964 року в грузинському місті Кобулеті, центрі однойменного повіту і входило на той час до складу Аджарської Автономної РСР Грузинської РСР СРСР.
У 1988 році закінчив фізичний факультет Московського державного університету імені Михайла Ломоносова. У 1989—1990 роках він також навчався в Інституті геології Академії наук Естонії.
1988—1991 роки — працював в Інституті географії Академії наук Грузії.
1992 рік — депутат парламенту республіки.
1999 рік — депутат Парламенту Грузії за партійним списком «Союзу громадян Грузії». У парламенті увійшов в однойменну фракцію. Був обраний головою Комітету з податків і доходів.
2001—2002 роки — міністр фінансів.
Після виходу у відставку працював у комерційному банку і партнером у консультаційній фірмі.
З 27 листопада 2003 року — міністр фінансів.
17 лютого 2005 — 16 листопада 2007 — прем'єр-міністр Грузії.

## Нагороди та почесні звання
Кавалер грузинського ордена Перемоги імені Святого Георгія.

## Родина та особисте життя
Одружений, є двоє дітей.